# 敦賀郡
敦賀郡為過去位於日本福井縣南部的郡，已於1955年1月15日因無所屬町村而消失。
在1879年實施郡區町村編制法時的轄區相當於現在的敦賀市全部地區。

## 歷史
過去在令制國時代屬於越前國，不過最初曾是屬於獨立的角鹿國造，在《日本書紀》紀載自古朝鮮意富加羅國的皇子都怒我阿羅斯等曾住於此，也因此最初的地名是源自「都怒我阿羅斯等」（つぬがあらしと、Tsunugaarashito）的發音簡化為「角鹿」（つぬが、Tsunuga），直到八世紀後再轉換為「敦賀」（つるが、Tsuruga）；最初敦賀郡的範圍有到木之芽峠以北的區域，不過在12世紀後木之芽峠以北與丹生郡之間的區域被劃出設立為南條郡，使得敦賀郡成為越前國中唯一位於木之芽峠以南的郡，與越前國其他地區之間的往來較為不便，因此反而是與西側的若狹國和南側的近江國往來較多，風俗也較為接近。
在九世紀時，日本為接待來自渤海国的渤海遣日使，在敦賀港口旁建立松原客館做為迎賓館；10世紀後，敦賀也繼續也成為宋日貿易的主要港口。
在敦賀港口旁的金崎山上，建有金崎城，14世紀的南北朝时代初期南北雙方就曾在此發生第一次的金崎之戰。16世紀織田信長為進攻位於越前國的朝倉義景，也曾在此發動金崎之戰，但最後成為戰國時代最著名的撤退戰。
豐臣秀吉取代織田信長掌控日本大部分區域後，曾將此地封給蜂屋賴隆，並敦賀港口旁的平地新建立敦賀城，1589年蜂屋賴隆過世後由大谷吉繼接替入主；不過1600年大谷吉繼在關原之戰戰敗後，領地遭到沒收，敦賀城也在1616年遭到廢除，1624年敦賀郡全郡被劃入小濱藩，成為小濱藩的領地。
17世紀末小濱藩藩主酒井忠直將敦賀郡內的部分領地分給姪子酒井忠國設立安房勝山藩，次男得到包括敦賀郡和近江國高島郡共一萬石酒井忠稠的領地設立敦賀藩，五男酒井忠根也得到敦賀郡內三千石而成為獨立的旗本；因此在江戶時代結束時，敦賀郡內的領地分別屬於同為酒井氏的小濱藩、敦賀藩、安房勝山藩及酒井氏旗本。
19世紀末明治維新後，旗本領先在1871年被劃入本保縣，同年底實施廢藩置縣後，其他原屬各藩的地區分別改隸屬小濱縣和加知山縣，不過在隔年的第一次府縣整併中位於木之芽峠以南的全部地區都被整併為一縣，由於新的縣廳即設於敦賀郡內，因此新縣便命名為敦賀縣；但敦賀縣在1876年遭到廢除，位於木之芽峠以南的敦賀郡一度被併入滋賀縣，直到1881年才將原本敦賀縣的轄區重新恢復設縣，不過重新設立的縣因為縣廳設在福井，因而命名為福井縣。
1879年滋賀縣實施郡區町村編製法時，正式設置近代的行政區劃「敦賀郡」，並在敦賀町（位於現在的敦賀市）設置郡役所。

### 沿革

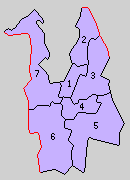
1889年敦賀郡轄下的行政區劃：
1.敦賀町、2.東浦村、3.東鄉村、4.中鄉村、5.愛發村、6.粟野村、7.松原村
（紫色：現屬敦賀市）

- 1889年4月1日：實施町村制，敦賀郡下設：敦賀町（日语：敦賀町）、東浦村（日语：東浦村）、東鄉村（日语：東郷村 (福井県敦賀郡)）、中鄉村（日语：中郷村 (福井県)）、愛發村（日语：愛発村）、粟野村（日语：粟野村 (福井県)）、松原村（日语：松原村 (福井県)）。（1町6村）
- 1891年4月1日：實施郡制（日语：郡制），郡役所設於敦賀町。
- 1923年4月1日：廢除郡會和郡參事會。
- 1926年7月1日：廢除郡役所，此後郡不再作為行政區劃，只作為地名的表示。
- 1937年4月1日：敦賀町和松原村合併為敦賀市[2]，並脫離敦賀郡。（5村）
- 1955年1月15日：愛發村、粟野村、東鄉村、中鄉村、東浦村被併入敦賀市[2]，同時敦賀郡因無所屬町村而消失。

### 變遷表
| 1889年4月1日 | 1889年 - 1912年 | 1912年 - 1944年           | 1945年 - 1954年           | 1955年 - 1989年           | 1989年 - 現在 | 現在   |
| ------------ | --------------- | ------------------------- | ------------------------- | ------------------------- | ------------- | ------ |
| 敦賀町       | 敦賀町          | 1937年4月1日 合併為敦賀市 | 1937年4月1日 合併為敦賀市 | 1937年4月1日 合併為敦賀市 | 敦賀市        | 敦賀市 |
| 松原村       |                 | 1937年4月1日 合併為敦賀市 | 1937年4月1日 合併為敦賀市 | 1937年4月1日 合併為敦賀市 | 敦賀市        | 敦賀市 |
| 東浦村       | 東浦村          | 東浦村                    | 東浦村                    | 1955年1月15日 併入敦賀市  | 敦賀市        | 敦賀市 |
| 東鄉村       |                 |                           |                           | 1955年1月15日 併入敦賀市  | 敦賀市        | 敦賀市 |
| 中鄉村       |                 |                           |                           | 1955年1月15日 併入敦賀市  | 敦賀市        | 敦賀市 |
| 愛發村       |                 |                           |                           | 1955年1月15日 併入敦賀市  | 敦賀市        | 敦賀市 |
| 粟野村       |                 |                           |                           | 1955年1月15日 併入敦賀市  | 敦賀市        | 敦賀市 |